# 南北榜案
南北榜案又称“春夏榜案”。是發生在明朝洪武三十年（1397年）丁丑科會試。此次考試特別之處在於北方考生全數落榜，引發一時轟動。

## 事由
洪武三十年（1397年），翰林学士劉三吾、王府纪善白信蹈主持丁丑科殿試，后发榜，福建闽县人陈䢿为第一，是为春榜，上榜者竟無一人出自北方，北平地区仅有一人。諸多考生认为劉三吾为南方人，照顾其乡亲。朱元璋得知后大怒，命侍读張信、侍讲戴彝、右赞善王俊华、司直郎张谦、司经局校书严叔载、正字董贯、王府长史黄章、纪善周衡和萧揖等人阅卷。后張信说劉三吾判卷无错属实。有人上告说刘三吾暗嘱张信等人故意以陋卷進呈。朱元璋知道後更怒，指大部份官員是胡黨或藍黨，將張信與白信蹈等二十餘人淩遲處死，命劉三吾戍边。刘谔、宋琮等人也遭遣戍，仅戴彝、尹昌隆免罪。
后明太祖亲自主持殿试，再选六十一名进士，都为北方人。当时所谓“南北榜”或“春夏榜”。

## 结果
南北榜案的结果导致自明仁宗时期起开始实行南北分卷。